# 飯岡漁港

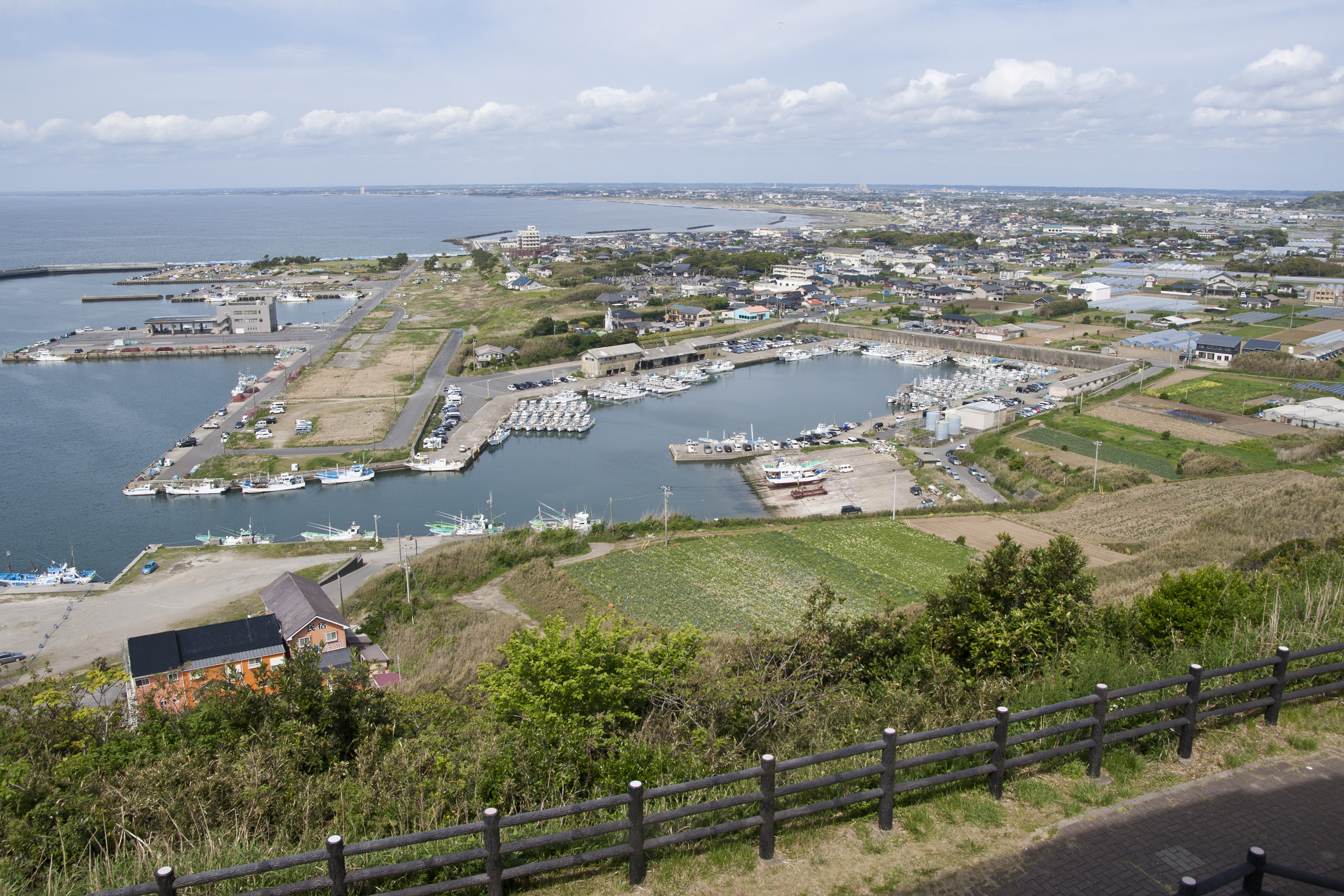
刑部岬展望台より

飯岡漁港（いいおかぎょこう）は、千葉県旭市下永井にある第1種漁港である。九十九里浜の東端に位置し、漁獲量は千葉県内で2位。

## 概要
本漁港の東側には屏風ヶ浦と呼ばれる海食崖があり、高さ40-50メートルの断崖が10キロメートルにわたって連なっている。西側は刑部岬を境として九十九里浜の砂浜が続いている。
管理者等
- 管理者 - 千葉県農林水産部水産局
- 漁業協同組合 - 海匝

沿革
- 1953年（昭和28年）6月27日 - 第1種漁港に指定
- 1958年（昭和33年）5月31日 - 海岸保全区域指定

## 主な魚種
- イワシ
- シラス
- シラウオ